# Julio de Dios
Julio Jesús de Dios Moreno (Jabalquinto, Jaén, Andalucía, España; 26 de febrero de 1987) es un futbolista español que se desempeña como centrocampista en la Sociedad Deportiva Ejea de la Segunda División B de España.

## Trayectoria
Es un jugador de la cantera del Fútbol Club Barcelona, ya que pasó por el juvenil, por el Barcelona "C", e incluso jugó algunos minutos con el Barça "B". Debutó con su filial en Segunda División B con tan sólo dieciocho años. Allí coincidió con jugadores de la talla de Messi, Cesc Fábregas o Gerard Piqué, en el Cadete B que enamoró por su buen fútbol y que se proclamó campeón de España con la conocida generación de 1987.
Dos temporadas más tarde, firmó por el Terrasa debido al descenso de categoría del conjunto azulgrana. En el club egarense permaneció durante dos ejercicios en los que jugó 65 partidos.
A partir de ahí, el jienense tuvo un paso efímero por el Tenerife "B", San Roque, donde marcó dos tantos con el equipo onubense a las órdenas de Sergio Lobera y Ceuta, equipos en los que militó una temporada siendo un fijo para todos sus entrenadores, ya que disputó un mínimo de 31 encuentros por temporada. En la 2012-13, el jugador firmó por el C. D. Alcoyano, donde ha jugado tres de las nueve temporadas que acumula en Segunda División B.
En enero de 2016, el UCAM Murcia Club de Fútbol anuncia el fichaje del futbolista, cuya incorporación a la disciplina universitaria reforzaría el centro del campo, donde no gozó de todos los minutos que quiso.
En julio de 2016, firma con el Fútbol Club Jumilla, procedente del UCAM Murcia con la carta de libertad tras rescindir contrato con la entidad murciana.

## Clubes
| Club                    | País   | Año           |
| ----------------------- | ------ | ------------- |
| F. C. Barcelona "C"     | España | 2004-2006     |
| F. C. Barcelona "B"     | España | 2007-2009     |
| Terrasa F. C.           | España | 2009-2010     |
| C. D. Tenerife "B"      | España | 2010          |
| C. D. San Roque de Lepe | España | 2011          |
| A. D. Ceuta             | España | 2011-2012     |
| C. D. Alcoyano          | España | 2012-2016     |
| UCAM Murcia C. F.       | España | 2016          |
| F. C. Jumilla           | España | 2016-2017     |
| A. D. Mérida            | España | 2017-2018     |
| S. D. Ejea              | España | 2018-Presente |